# AMSN
aMSNとはフリーのWindows Live Messengerクローンである。Windows Live Messengerの見た目や使い心地を再現したり、機能の多くに対応している。2011年1月時点でダウンロード数が4,000万を突破しており、SourceForgeにおいて21番目にダウンロード数が多いプロジェクトとされる。
Microsoft Windows、Macintosh、Maemo（ノキアのインターネットタブレットで動作）、OpenSolarisを含む複数のUNIX/LinuxといったTcl/Tk 8.5以降に対応するシステムで動作することが出来る。PortableApps.comがWindowsで動作するポータブルバージョンを配布している。

## 歴史
2001年9月21日にデーブ・ミフスドが公開したCompu's Messenger (ccmsn)が起源であるが、機能が非常に限られている上、開発も停止されているとされた。アルバロ・イラディエルがCompu's Messengerのフォークとして開発したのがaMSN（Alvaro's Messenger)である。同時期にディディモ・E・グリマルドも独自の派生ソフトウェアを開発していたが、アルバロとディディモは開発フォーラムで相談した結果、お互いのソフトウェアを統合して改善したのを1つのバージョンとして公開することを決定した。2002年5月22日にSourceforgeでaMSNの最初のバージョンを公開した。
バージョンをいくつか公開した後、ディディモは他の圧迫された責任や時間が取れない問題からソフトウェア開発を辞めることを決断、ccMSN/aMSNがディディモが関わった最後のフリーオープンソースソフトウェアとなった。
フィリップ・G・ハラーフやユーネス・アラウィといった開発者が後に加わり、今日プロジェクトは増え続ける開発者、翻訳者、デザイナーによる努力や援助に支えられている。
aMSNは公式クライアントの機能のほとんどを素早く実装することで知られており、度々公式クライアントに対応するサードパーティ製クライアントでは唯一と言われている。例えば、Macintoshで唯一ビデオ会議に対応しているクライアントと言われている。また、多くのソフトウェア関連サイトでレビューされていて、複数の有名なブログでも取り上げられていて、開発者がインタビューを受けたり、いくつかのテレビ番組に登場したこともある。

## ビデオコールとウェブカメラ機能の削除
マイクロソフトはWindows Live Messenger 2009の公開にあたり、Windows Live Messengerが使用するプロトコルを変更した。変更点は外部サーバーに代わってP2P SIPを使用することになったことだが、これによりビデオコール機能はaMSNでは使用できなくなったためバージョン0.98.3と0.98.4で削除された。
2010年末、マイクロソフトはWindows Live Messenger 2011を公開したが、この時に一方通行なウェブカメラ機能を削除した。このため、aMSNで実用的なウェブカメラ機能は使用できなくなった。

## 機能
マイクロソフトのクライアントも提供している機能
- MSNプロトコル15に対応（ただし、古いプロトコルも新しいプロトコルも使用できる）[18]
- パーソナルメッセージ
- 「自分が何を聴いているか(What I'm listening to)」のパーソナルメッセージ（AmarokやLinux対応のXMMSのような音楽ソフトウェアに対応したサードパーティプラグインで可能）
- マイクロソフトのサーバーから連絡先リストや表示する名前を取得
- オフラインメッセージング（開発版にフル機能あり）
- いくつかの状況でのログ記録
- ファイルの転送、送信、受信
- Windows Live Messengerの見た目や使い心地を再現
- ナッジ（複数のオプションで調整できるプラグインを含む）
- ウインク（サードパーティプラグインで可能）
- ボイスクリップの送受信
- 公式クライアントと同様過去のディスプレイピクチャーを保存することができる管理機能を含むディスプレイピクチャー
- チャットのログ記録
- オフライン時に登場して会話を始める機能
- 電子メールチェックに対応。hotmail以外のPOP3アドレスをチェックするプラグインもある。
- カスタム顔文字含む完全な顔文字対応
- グループ会話

独自機能
- ユーザーが離席するときに自動的に送信するメッセージなどを設定できるカスタムステータス
- スキン
- タブ形式のチャットウィンドウ
- 2つのaMSNクライアント間でプレイできるゲーム（プラグインで可能）
- プラグインによる機能追加
- Webカメラのセッションを記録
- チャットの暗号化（サードパーティのKryptoniteというプラグインで可能）
- 連絡先のディスプレイピクチャーを自動保存
- 他人がユーザー向けのチャットウインドウを開けた時（何も入力していない場合含めて）にウィンドウがポップアップされる機能
- チャットウィンドウを閉じた人がいる時にチャットウィンドウに表示されるメッセージ